# Mikołaj Firlej (1605–1640)
Mikołaj Firlej, herbu Lewart (ur. 1605, zm. 1640) – pierwowzór Wacława z Zemsty Aleksandra Fredry.  

## Życiorys
Syn wojewody lubelskiego Piotra Firleja i Jadwigi Włodek, prawnuk twórcy świetności Odrzykonia i Ogrodzieńca Seweryna Bonera.
Z nim Zofia Skotnicka (pierwowzór Klary z "Zemsty", pochowana w Farze w Krośnie) miała m.in.; 
- Jana Firleja (zm. po 1701 r.) – kasztelana sanockiego (1696), podczaszego sanockiego i przemyskiego
- księdza  Henryka Mikołaja Firleja (zm. 1707) – sekretarza królewskiego, kanonika łuckiego i krakowskiego

Mikołaj Firlej był pierwowzorem postaci Wacława Milczka. W Zemście Aleksander Fredro uczynił go jednak synem, nie Cześnika Raptusiewicza, ale  Rejenta Milczka.

## Rodzeństwo
Miał braci:
- ks. Jana Firleja
- Stanisława Firleja
- Piotra Firleja (zm. 1650) – kasztelana kamienieckiego, ożenionego z Agnieszką Bal

oraz dwie siostry:
- Zofię Firlej (zm. przed 1642), wydaną (w 1622 r.) za gen. Mikołaja Potockiego (1593-1651) – hetmana
- Eufrozynę Firlej (zm. w 1609), wydaną za Pawła Lasockiego – cześnika lubelskiego